# Augusto (football, 1965)
Pour les articles homonymes, voir Augusto.
Augusto Manuel Santos Jerónimo, plus connu sous le nom de Augusto, né le 8 février 1965 à Olhão, est un footballeur portugais évoluant au poste de milieu droit ou extérieur droit. Il a également exercé en tant qu'entraîneur.

## Biographie
Formé au SC Olhanense, Augusto fait ses débuts en équipe première en 1983. Après deux saisons, il rejoint le Portimonense SC,.
Il dispute 4 rencontres en sélection espoirs durant le Tournoi de Toulon 1986.
En 1987, il est recruté par Benfica, avec lequel il dispute 15 matchs et marque un but. Il retourne ensuite à Portimonense en prêt, avant de jouer pour plusieurs clubs portugais, dont le SC Beira-Mar, l'UD Leiria, le Louletano DC et le SC Praiense (en),.
Il termine sa carrière en évoluant pour des clubs de divisions inférieures, notamment Monchiquense, où il devient entraîneur en 2008.
Au total, il dispute 75 matchs pour 4 buts marqués en première division portugaise.